# Otlophorus italicus
Otlophorus italicus là một loài tò vò trong họ Ichneumonidae.